# Lamprosema rufilinealis
Lamprosema rufilinealis là một loài bướm đêm trong họ Crambidae.